# Langbahn-Weltmeisterschaft 2009
Die Langbahn-Weltmeisterschaft 2009 wurde in fünf Grand-Prix-Läufen vom 20. Juni bis zum 12. September 2009 ausgetragen. Gerd Riss gewann seine achte Einzel-Weltmeisterschaft auf der Langbahn. Er war so überlegen, dass er schon vor dem letzten WM-Lauf als Gesamtsieger feststand.

## Veranstaltungsorte
Grand-Prix 1 (20. Juni):
- Mariánské Lázně

Grand-Prix 2 (13. Juli):
- Marmande

Grand-Prix 3 (23. August):
- Herxheim bei Landau/Pfalz

Grand-Prix 4 (5. September):
- Morizès

Grand-Prix 5 (12. September):
- Vechta

## Grand-Prix-Ergebnisse

### Mariánské Lázně
| Platz | Fahrer          | Land | Punkte |
| ----- | --------------- | ---- | ------ |
| 1     | Gerd Riss       | GER  | 30     |
| 2     | Dirk Fabriek    | NED  | 22     |
| 3     | Matthias Kröger | GER  | 19     |

### Marmande
| Platz | Fahrer              | Land | Punkte |
| ----- | ------------------- | ---- | ------ |
| 1     | Gerd Riss           | GER  | 17     |
| 2     | Stéphane Trésarrieu | FRA  | 17     |
| 3     | Dirk Fabriek        | NED  | 16     |

### Herxheim
| Platz | Fahrer          | Land | Punkte |
| ----- | --------------- | ---- | ------ |
| 1     | Gerd Riss       | GER  | 30     |
| 2     | Sirg Schützbach | GER  | 19     |
| 3     | Richard Speiser | GER  | 24     |

### Morizès
| Platz | Fahrer              | Land | Punkte |
| ----- | ------------------- | ---- | ------ |
| 1     | Glen Phillips       | GBR  | 25     |
| 2     | Mathieu Trésarrieu  | FRA  | 26     |
| 3     | Stéphane Trésarrieu | FRA  | 20     |

### Vechta
| Platz | Fahrer             | Land | Punkte |
| ----- | ------------------ | ---- | ------ |
| 1     | Gerd Riss          | GER  | 28     |
| 2     | Mathieu Trésarrieu | FRA  | 23     |
| 3     | Jonas Kylmäkorpi   | FIN  | 19     |

## Endklassement
| Platz | Fahrer              | Land | Platz GP 1 | Platz GP 2 | Platz GP 3 | Platz GP 4 | Platz GP 5 | Punkte |
| ----- | ------------------- | ---- | ---------- | ---------- | ---------- | ---------- | ---------- | ------ |
| 1     | Gerd Riss           | GER  | 1.         | 1.         | 1.         | 4.         | 1.         | 129    |
| 2     | Stéphane Trésarrieu | FRA  | 11.        | 2.         | 6.         | 3.         | 4.         | 83     |
| 3     | Dirk Fabriek        | NED  | 2.         | 3.         | 11.        | 8.         | 5.         | 81     |
| 4     | Matthias Kröger     | GER  | 3.         | 9.         | 10.        | 5.         | 6.         | 79     |
| 5     | Glen Phillips       | GBR  | 4.         | 12.        | 8.         | 1.         | 10.        | 76     |